# 石曼姑
石曼姑（？—？），石氏，中国春秋时期卫国的卿大夫。一说石曼姑是石恶之子。
前492年（鲁哀公三年）春，齐国齐景公派国夏、卫国卫出公派石曼姑率军围攻戚地，在晋国内乱中，帮助中行氏、范氏，抵抗赵氏。两年后（鲁哀公五年，前490年），中行寅和范吉射逃往齐国。中行氏、范氏灭亡。